# Вафаа Білал
Вафаа (Вафа) Білал (англ. Wafaa Bilal, араб. وفاء بلال; нар. 1966) — американський художник іракського походження, колишній професор чиказької школи School of the Art Institute of Chicago, зараз — асистент професора в школі Tisch School of the Arts при Нью-Йоркському університеті. Є автором низки неординарних перформансів.

## Біографія
Народився 10 червня 1966 року в Ен-Наджафі, Ірак.
В юному віці мріяв стати художником. Через зраду одного з членів його сім'ї режиму Саддама Хусейна, йому було заборонено вивчати мистецтво в Іраку, тож він навчався географії. Проте Вафа Білал продовжував вивчати мистецтво і працювати в цій сфері, через що був заарештований як дисидент. Брав участь в акціях проти вторгнення іракської армії в Кувейт, організовував опозиційні групи. Потім втік з Іраку і з 1991 року протягом двох років перебував у таборі для біженців у Саудівській Аравії, займаючись художнім викладанням для дітей.
1992 року він приїхав до Сполучених Штатів, вивчав мистецтво в університеті University of New Mexico в Альбукерке (штат Нью-Мексико), який закінчив 1999 року. Пізніше переїхав до Чикаго, де 2003 року здобув ступінь магістра в школі School of the Art Institute of Chicago і став ад'юнкт-професором наступного року. Займаючись творчістю, виступав з лекціями про іракський режим Саддама Хусейна, давав інтерв'ю. Його брат загинув в Іраку 2004 року в результаті американського ракетного удару, що посилило засудження Білалом війни в Іраку. З метою мирного врегулювання конфлікту він побував з виступами в багатьох країнах світу.
У грудні 2010 року брав участь у відкритті Музею ісламського мистецтва в Досі (Катар).

## Творчість
Вафа Білал відомий як автор екстравагантних перформансів (арт-проєктів), деякі з них пов'язані з війною в Іраку: Domestic Tension, Virtual Jihadi, Dog or Iraqi, The 3rd I.

### Domestic Tension
У цьому проєкті 2007 року Білал протягом місяця жив у невеличкій кімнаті, за якою можна було спостерігати через цілодобово підключену до Інтернету вебкамеру. Камера була синхронізована з пейнтбольною рушницею, і будь-який користувач міг вистрілити з неї в художника. Метою цієї акції було показати, як це — постійно жити під прицілом (за аналогією з авіаційними і ракетними ударами американської армії). За 30 днів у нього вистрілили близько 60 000 разів відвідувачі сайту зі 128 країн.

### The 3rd I
Цей арт-перформанс Білала був показаний у Музеї ісламського мистецтва в Досі 2010 року. Йому були імплантовані в потиличну частину голови три титанові пластини з фотокамерою. Протягом одного року, починаючи з 15 грудня 2010, ця камера цілодобово транслювала на сайт за знімком один раз у хвилину, де перебуває Вафа Білал. Його реальне місце розташування визначалося за допомогою системи GPS.
Через те, що одна з пластин не прижилася, Білал відчував постійний біль, і проєкт не був закінчений.